# Avon, Illinois
Avon là một làng thuộc quận Fulton, tiểu bang Illinois, Hoa Kỳ. Năm 2010, dân số của làng này là 799 người.

## Dân số
Dân số qua các năm:
- Năm 2000: 915 người.
- Năm 2010: 799 người.